# Cydia
A Cydia a valódi lepkék alrendjébe tartozó sodrómolyfélék (Tortricidae) családjának egyik neme.

## Rendszerezés
A nembe az alábbi fajok tartoznak
- Cydia adenocarpi
- Cydia albipicta
- mogyorómoly (Cydia amplana)
- Cydia andabatana
- Cydia astragalana
- Cydia blackmoreana
- Cydia caecana
- Cydia cognatana
- Cydia compositella
- fenyőhajtás-tükrösmoly (Cydia conicolana)
- fenyőrákmoly (Cydia coniferana)
- Cydia cornucopiae
- rezgőnyár-gubacsmoly (Cydia corollan)
- Cydia coronillana
- gyantarágó tükrösmoly (Cydia cosmophorana)
- Cydia cythisanthana
- Cydia delineana
- Cydia derrai
- Cydia deshaisiana
- Cydia difficilana
- Cydia discretana
- barna fenyőkéregmoly (Cydia duplicana)
- déli magrágómoly (Cydia exquisitana)
- bükkmakkmoly (Cydia fagiglandana)
- Cydia fissana
- Cydia funebrana
- Cydia gemmiferana
- Cydia gilviciliana
- Cydia glycyrrhizana
- északi tükrösmoly (Cydia grunertiana)
- spanyol tükrösmoly (Cydia ilipulana)
- fenyőhajtás-gubacsmoly (Cydia illutana)
- vörösfenyő-tobozmoly (Cydia indivisa)
- juharmag-tükrösmoly Cydia inquinatana
- Cydia internana
- Cydia interscindana
- Cydia intexta
- Cydia janthinana
- Cydia johanssoni
- Cydia jungiella
- Cydia larseni
- Cydia lathyrana
- keleti magrágómoly Cydia leguminana
- Cydia leucogrammana
- Cydia lobarzewskii
- Cydia lunulana
- lucerna-magrágómoly (Cydia medicaginis)
- iglice-magrágómoly (Cydia microgrammana)
- vörösfenyő-gubacsmoly (Cydia milleniana)
- Cydia molesta
- Cydia nebritana
- borsómoly (Cydia nigricana, C. rusticella)
- Cydia nigrostriana
- csajkavirágmoly (Cydia oxytropidis)
- fenyőkéregmoly (Cydia pactolana)
- Cydia peiui
- Cydia plumbiferana
- almamoly (Cydia pomonella)
- körtemoly (Cydia pyrivora)
- Cydia rjabovi
- Cydia sammuti
- Cydia semicinctana
- kecskefűz-gubacsmoly (Cydia servillana)
- tölgymakkmoly (Cydia splendana, C triangulella, C. penkleriana)
- Cydia strigulatana
- fenyőhajtásmoly (Cydia strobilella)
- kerepmagmoly (Cydia succedana)
- Cydia trogodana
- Cydia ulicetana
- Cydia vallesiaca
- vörösfenyő-gubacsmoly (Cydia zebeana)